# The Bandit’s Waterloo
«The Bandit's Waterloo» — американский короткометражный боевик Дэвида Уорка Гриффита.

## Сюжет
На холмах Южной Испании обитает банда флибустьеров, которые терроризируют страну и делают поездку в горы опасной. Они грабят и убивают туристов, которые им встречаются. Однажды они прячутся за огромным камнем и ждут свою добычу. И вдруг подъезжает стильное ландо с пожилым джентльменом и красивой сеньорой...

## В ролях
| Актёр            | Роль |
| ---------------- | ---- |
| Чарльз Инсли     |      |
| Линда Арвидсон   |      |
| Мэрион Леонард   |      |
| Гарри Солтер     |      |
| Артур В. Джонсон |      |
| Флоренс Лоуренс  |      |